# Ротергем Каунті
«Ротергем Каунті» (англ. «Rotherham County Football Club») — колишній професіональний англійський футбольний клуб з міста Ротергем, графство Південний Йоркшир. Виступав у Чемпіонаті Футбольної ліги з 1919 по 1925 роки.

## Історія
Клуб заснований в 1877, як «Торнгілл». У 1903 команду прийнято до  ліги Мідленда в якій він виступав до Першої світової війни. В 1905 перейменовано на «Ротергем Каунті». Лігу Мідленда команда з Ротергема вигравав чотири сезони поспіль з 1912 по 1915 роки.
У 1919 дебютує в Футбольній лізі Англії. 27 травня 1925 року «Ротергем Таун» (1899) і «Ротергем Каунті» утворюють новий клуб «Ротергем Юнайтед».

## Історія виступів
| Сезон   | Дивізіон                                 | Місце | Кубок Англії     |
| ------- | ---------------------------------------- | ----- | ---------------- |
| 1903/04 | Ліга Мідленда                            | 12-е  | —                |
| 1904/05 | Ліга Мідленда                            | 5-е   | —                |
| 1905/06 | Ліга Мідленда                            | 10-е  | 2-й квал. раунд  |
| 1906/07 | Ліга Мідленда                            | 10-е  | 5-й квал. раунд  |
| 1907/08 | Ліга Мідленда                            | 19-е  | Попередній раунд |
| 1908/09 | Ліга Мідленда                            | 19-е  | 4-й квал. раунд  |
| 1909/10 | Ліга Мідленда                            | 11-е  | 2-й квал. раунд  |
| 1911/12 | Ліга Мідленда                            | 1-е   | 4-й квал. раунд  |
| 1912/13 | Ліга Мідленда                            | 1-е   | 4-й квал. раунд  |
| 1913/14 | Ліга Мідленда                            | 1-е   | 4-й квал. раунд  |
| 1914/15 | Ліга Мідленда                            | 1-е   | 6-й квал. раунд  |
|         |                                          |       |                  |
| 1919/20 | Другий дивізіон Футбольної ліги          | 17-е  | 6-й квал. раунд  |
| 1920/21 | Другий дивізіон Футбольної ліги          | 19-е  | 6-й квал. раунд  |
| 1921/22 | Другий дивізіон Футбольної ліги          | 16-е  | 5-й квал. раунд  |
| 1922/23 | Другий дивізіон Футбольної ліги          | 21-е  | 1-й раунд        |
| 1923/24 | Третій дивізіон Футбольної ліги (Північ) | 4-е   | 6-й квал. раунд  |
| 1924/25 | Третій дивізіон Футбольної ліги (Північ) | 22-е  | 5-й квал. раунд  |

## Досягнення
- Ліга Мідленда
  - Чемпіон (4): 1911/12, 1912/13, 1913/14, 1914/15
- Кубок графства Шеффілда та Галламшира
  - Володар: 1922/23
  - Фіналіст: 1924/25, 1927/28
- Великий кубок Шеффілда та Галламшира
  - Володар: 1912/13, 1913/14
  - Фіналіст: 1908/09